# Rokytnice (přítok Sály)
Rokytnice (nad soutokem s Lužním potokem německy Ziegenbach, pod tímto soutokem německy Südliche Regnitz) je potok v Ašském výběžku, který je pravostranný přítok německé řeky Sály. Délka toku činí 33,8 km, z toho 11,3 km na území Česka. Plocha povodí měří 114,81 km².

## Průběh toku
Pramení v katastru města Hranice zhruba 1,5 km jihovýchodně od vesnice Pastviny. Protéká přes osadu Novosedly západně od vesnice Studánka, kde jsou na něm postaveny rybníky Nový u Studánky a Mlýnský, který je též nazývaný Dolíška. Dále směřuje západně od vesnice Trojmezí k česko-německé státní hranici, kde zleva přijímá Lužní potok. Dále pokračuje po státní hranici k trojmezí Bavorska, Česka a Saska, kde přijímá zprava Bystřinu.
Na třech úsecích tvoří státní hranici mezi Českem a Německem v délce 2,99 km (mezi hraničními znaky 1–1/4 v délce 0,49 km, mezi 2–3/3 v délce 0,91 km a mezi 2/5–3 v délce 1,59 km).
Velikost povodí je před soutokem s Lužním potokem 19,322 km², před soutokem s Bystřinou 36,981 km² a v místě, kde opouští Česko 47,626 km². Velikost povodí v Česku je 32,57 km².
V Německu teče přes Mittelhammer, Nenschau, Regnitzlosau, Klötzlamühle, Tauperlitz a severně od Döhlau v části Hofu Neudöhlau se vlévá zprava do Sály.

### Přítoky
Pravostranné přítoky jsou Bystřina, Erlbach, Steinseilfelbach, Klingelbach, Holzlochbach, Zechbächl, Quelitzbach a Dorschenbach.
Levostranné Lužní potok, Huschermühlgraben, Lohbach, Schwesendorfer Graben, Scherzalochgraben a Klumitzbächl.

## Vodní režim
Průměrný průtok Rokytnice u Kautendorfu na 4,7 říčním kilometru činí 0,897 m3/s.